# محكمة النقض (مصر)
محكمة النقض المصرية هي محكمة واحدة على مستوى البلاد، ومقرها دار القضاء العالي بالقاهرة، وأنشأت في 2 مايو 1931. وهي أعلى محكمة في جمهورية مصر العربية، وتمثل قمة الهرم القضائي فيها، ومهمتها هي العمل على توحيد تطبيق القانون في المحاكم المصرية؛ فهي لا تعيد الفصل في المنازعات التي عرضت على المحاكم الأدنى منها، إنما تكتفي بمراقبة الأحكام التي صدرت من تلك المحاكم لمراقبة مدى اتفاقها مع القانون. ولكن تستطيع محكمة النقض أن تفصل في المنازعة التي تُعرض أمامها، بصفتها محكمة موضوع لا محكمة قانون كما هو الأصل، إذا عُرض عليها النزاع للمرة الثانية، وذلك وفقًا للتعديل رقم 74 لسنة 2007 على المادة 39 من القانون رقم 57 لسنة 1959.
وتُعَدّ محكمة النقض طبقة قائمة بذاتها أعلى من محاكم الدرجة الأولى والمحاكم الاستئنافية، وليس الهدف من إنشائها جعل التقاضي على ثلاث درجات، فالتقاضي على درجتين فقط، ولهذا تقوم محكمة النقض على رأس المحاكم العادية.
ويبدو هذا واضحاً من اختلاف وظيفة محكمة النقض عن المحكمة الاستئنافية؛ فالمحكمة الاستئنافية لا تبحث عن حكم أول درجة لتراقب صحته أو عدالته، وإنما تبحث القضية التي كانت أمام محكمة أول درجة، فهى تعيد بحث القضية من جديد، وعلى هذا الأساس فإن القضية- على الرغم من وجود درجتي تقاضي- هي القضية نفسها.
أما محكمة النقض فهى على النقيض من ذلك لأنها تراقب سلامة تطبيق الحكم محل الطعن للقانون، فالقضية التي أمام محكمة النقض هي عدالة هذا الحكم أو صحته. وهي قضية تختلف عن تلك التي كانت معروضة على محكمة أول درجة أو على المحكمة الاستئنافية، ولذلك لا تُعَدّ محكمة النقض درجة ثالثة لنظر القضية نفسها.
بالإضافة إلى ما سبق يقترن بتعدد المحاكم اختلاف ما يصدر عنها من أحكام حول تطبيق القواعد القانونية وتفسيرها، ولهذا فتحديد شروط ومفترضات ونطاق تطبيق القواعد القانونية وتفسير العبارات التي وردت فيها هي كلها من المسائل التي تقبل الاختلاف في شأنها، ومن ثم يؤدي السماح بتناقض الأحكام وتضاربها إلى اضطراب النظام القانوني بأكمله مما ينال من فعاليته في التطبيق، وإذا كان استقرار الحقوق والمراكز القانونية هو هدف القانون وغايته فإنه لا يمكن تحقيق ذلك في ظل اختلاف المحاكم وتضاربها حول تطبيق القواعد القانونية وتفسيرها